# Пресняков Володимир Володимирович
Володимир Володимирович Пресняков (рос. Владимир Владимирович Пресняков; нар. 29 березня 1968, Свердловськ, нині Єкатеринбург) — радянський та російський естрадний співак, музикант-клавішник, композитор, аранжувальник, танцюрист брейк-дансу та актор. Підтримує путінський режим та війну Росії проти України. Фігурант бази «Миротворець».

## Життєпис

### Народження та ранні роки
Народився у Свердловську 29 березня 1968 року в родині музикантів Володимира Петровича та Олени Петрівни Преснякових, у майбутньому солістів ВІА «Самоцвіти».

### Становлення та початок музичної кар'єри
В 11 років написав першу пісню, із 12 років співав у хорі Єлоховської церкви в Москві, у 13 — виступав із групою «Круиз», виконуючи власні пісні «Старая сказка», «Красная книга», «Кошка». Сольну кар'єру розпочав у 15 років, у телепередачі — ресторанному вар'єте Лайми Вайкуле.
Навчався в Хоровому училищі ім. Свєшникова, пізніше — на диригентсько-хоровому відділенні училища імені Жовтневої революції.

### Розквіт, творча біографія
Популярність приніс фільм «Вище за Радугу» (1986). Також знімався у фільмах «Вона з мітлою, він у чорному капелюсі» (1987), «Острів загиблих кораблів» (1989).
У підсумковому хіт-параді ТАРС за 1989 рік у графі «Солісти» він посів 4-е місце, набравши 12 995 голосів. Його пісня «Недотрога» в тому ж хіт-параді зайняла 17-е місце (2257 голосів).
Приблизно до середини 1990-х років стабільно входив до десятки найбільш популярних російських виконавців.
З 1987 по 1994 роки працював у Театрі пісні Алли Пугачової.
У 1989 році в Монте-Карло отримав «Золотий ключ» як артист, чиї аудіозаписи розійшлися по світу мільйонними тиражами і були розпродані в цих країнах найбільшим тиражем.
Наприкінці 1980-х років формує групу «Капітан».
У 1992 і 1993 роках він утримував пальму першості в номінації «Співак року», за версією «Звукової доріжки».
1995 року концертна програма «Замок з дощу», що пройшла з аншлагом у СК «Олімпійський», була визнана найкращим шоу року.
У 2002 році (показ 2003) перемагає у телешоу «Останній герой — 3: Залишитися в живих».
1996 року отримав премію «Золотий грамофон» за пісню «Маша», а у 2006 році в дуеті з Леонідом Агутіним — за пісню «Аеропорти».
У молоді роки виконував пісні характерним, легко впізнаваним фальцетом, з віком голос став грубіше. Також ранній Пресняков прославився як танцюрист й популяризатор брейкдансу, однак у 1990-ті рр. відійшов від цього.

## Санкції
Володимир Пресняков висловив свою підтримку російським окупантам та жорстокій війні Росії проти України, виступав із концертами для російських «рятувальників-миротворців», які руйнують українські міста та вбивали мирне населення, під гаслами «Віримо й чекаємо» (рос. Верим и ждём) та «МиZаМир» (рос. МыZаМир).
6 січня 2023 року доданий до підсанкційного списку України.

## Особисте життя
21 травня 1991 року в нього та його фактичної дружини Крістіни Орбакайте в Лондоні народився син Микита. Наприкінці 1996 року десятирічний союз Володимира та Крістіни розпався. Але Володимир зберіг дуже теплі стосунки з Крістіною і часто бачиться з сином. Натомість, за словами матері музиканта, Олени Преснякової, розставання з Орбакайте далося Володимирові «по-справжньому важко» та спочатку він серйозно приохотився до алкоголю — через розлучення та увагу громадськості до нього та його нової дружини Олени Ленської, а також через роман зі співачкою Лікою Стар (Lika MC) під час шлюбу з Кристиною. Сам Пресняков розповів про клінічну смерть після розлучення з Орбакайте.
17 серпня 2001 року Володимир Пресняков одружився з модельєркою Оленою Ленською (нар. 1971).
З 2005 року живе зі співачкою Наталею Подольською. Наталія Подольська і Володимир Пресняков молодший 5 червня 2010 року відсвяткували весілля, а 5 червня 2015 року в них народився син Артемій.

## Співпраця

### Автори пісень
- Олег Газманов
- Леонід Дербеньов
- Павло Жагун
- Олександр Іванов
- Карен Кавалерян
- Олексій Лебединський
- Леонід Агутін
- Ігор Ніколаєв
- Ілля Рєзнік
- Віктор Рєзніков
- Михайло Таніч
- Олександр Больчук
- Валерій Сауткин
- Наталія Ветлицька
- Григорій Константинопольський
- Костянтин Арсенев
- Ліка Павлова (Lika Star)
- Микола Коновалов
- Юрій Антонов
- Ганна Плетньова
- Сергій Трофімов
- Тетяна Нотман

### Композитори
- Юрій Чернавський
- Володимир Пресняков-старший
- Олександр Зацепін
- Григорій Константинопольський
- Олексій Лебединський
- Ігор Ніколаєв
- Леонід Агутін
- Аркадій Укупник
- Олег Газманов
- Микола Коновалов
- Олександр Іванов
- Віктор Рєзніков
- Сергій Трофімов
- Отто Нотман

## Дискографія

### Міні-альбоми
- 1989 — Ти скажи (Мелодія)

### Альбоми
- 1989 — Папа, ти сам був таким (Мелодія)
- 1991 — Любов (Alt Records)
- 1993 — Best Of Hits, збірник
- 1994 — Замок З Дощу (General Records)
- 1996 — Зурбаган (Союз), збірник раніше невиданих пісень 80-х
- 1996 — Мандрівник (Союз), збірник
- 1996 — Жанка (Союз), збірник
- 1996 — Слюньки (Союз)
- 2001 — Відкрита двері, збірник (Моноліт)
- 2002 — Любов на Audio
- 2009 — Малерия
- 2011 — Нереальна любов
- 2012 — Бути частиною твого (спільно з Леонідом Агутіним, Анжелікою Варум і Наталею Подільської)

### DVD
- 2001 — Жива колекція, концерт. Moroz Records
- 2005 — Любов на VIDEO, кліпи. BS Graphics
- 2005 — Назад в майбутнє, концерт. ICA Music

## Фільмографія

### Ролі в кіно
- 1987 — Зломщик — танцюрист брейкдансу на екрані телевізора
- 1997 — Новітні пригоди Буратіно — Кований Міккі, вільний байкер
- 2003 — З ніг на голову — музикант
- 2011 — Новорічна sms-ка — чоловік, який співає на вокзалі

### Вокал
- 1985 — Вище Радуги (пісні: «Зурбаган», «Острова», «Кіт в мішку», «Фотограф»)
- 1987 — Топінамбури (пісня «Топінамбур»)
- 1987 — Вона з мітлою, він в чорному капелюсі — Ігор (пісня «Джин»)
- 1988 — Острів загиблих кораблів (пісня «Привиди»)
- 1988 — Вулиця (пісня «Містер Брейк»)
- 1991 — Небеса обітовані (пісня: «Тато, ти сам був таким»)
- 1992 — Джулія (мюзикл) (в хорі пісня «Острів надій»)
- 2005 — 9 рота (пісня «Недоторка»)

### Інше
- 1996 — Старі пісні про головне — демобілізований
- 1997 — Старі пісні про головне 2 — молодий співак з Поволжя
- 1998 — Старі пісні про головне 3 — Карл, Петруха
- 1999 — Вісім з половиною доларів — камео